# William Simons
Clifford William Cumberbatch Simons (17 de noviembre de 1940 - 21 de junio de 2019) fue un actor galés mejor conocido por su papel del PC Alf Ventress en Heartbeat, papel que interpretó durante 18 años, de 1992 a 2010.

## Primeros años
Simons nació el 17 de noviembre de 1940 en Swansea, donde su padre estuvo destinado en la Segunda Guerra Mundial y creció en Gales del Sur hasta que la familia se mudó al norte de Londres. Comenzó a actuar cuando era niño, apareciendo en las películas No Place for Jennifer (1950), Where No Vultures Fly (1951) y West of Zanzibar (1954). Luego sufrió de acné severo, lo que le hizo preferir trabajar entre bastidores como director de escena durante cuatro años antes de decidir convertirse en actor adulto. Más adelante en su vida, se convertiría en patrocinador de la organización benéfica Changing Faces, que apoya a personas con deformidades faciales.

## Heartbeat
Jugó como PC Ventress durante los 18 años completos de Heartbeat. Aunque interpretaba a un fumador empedernido, Simons no fumaba en la vida real y le dieron cigarrillos de hierbas para interpretar el papel. El personaje es un policía al que le falta algo físico pero que lo compensa con su "conocimiento local". Ventress es la oficial con más años de servicio durante gran parte del drama y ocasionalmente desempeña el papel de sargento interino cuando Blaketon, Craddock y Merton están ausentes. En series posteriores del drama, Ventress se ve obligado a retirarse de la fuerza, pero continúa como miembro civil del equipo y también ayuda a Oscar Blaketon (Derek Fowlds) en un papel de investigador privado. Simons solo estuvo ausente en 4 episodios posteriores de Heartbeat durante todo su período interpretando al agente Alf Ventress; durante la serie 3.

## Otros papeles
Otros papeles habituales en series de televisión incluyeron al disidente político Quarmby en la serie de televisión de 1971 The Guardians, Martin O'Connor QC en Crown Court (1973-83), Constable Thackeray en Cribb (1979-81) y el inspector "Brer" Fox en The Inspector Alleyn Mysteries (1990-94).
Simons también hizo apariciones especiales en Doctor Who: The Sun Makers, Auf Wiedersehen Pet, Francis Storm Investigates, Coronation Street, The Sweeney, Minder como 'Pongo' Harris, Dempsey and Makepeace, Give Us a Break, The Darling Buds of May, Wish Me Luck, Bergerac, Casualty, The Bill, Lovejoy, Enemy at the Door y Rumpole of the Bailey.

## Filmografía parcial
- No Place for Jennifer (1950) - Jeremy
- Where No Vultures Fly (1951) – Tim Payton
- West of Zanzibar (1954) – Tim Payton
- Not So Dusty (1956) – Derek Clark
- On the Fiddle (1961) – Cabo (sin acreditar)
- Mystery Submarine (1963) – Marinero líder Grant
- Clash by Night (1964) – Guardia fuera del granero (sin acreditar)
- Pope John Paul II (1984, película de televisión) – Foreman Krauze
- The Woman in Black (1989, película de televisión) – John Keckwick